# یلنا آنتونووا (شناگر)
یلنا آنتونووا (روسی: Елена Анатольевна Антонова؛ زادهٔ ۱۰ اکتبر ۱۹۷۴) شناگر شنای موزون اهل روسیه بود.